# Samuraje z Pizza Kot
Samuraje z Pizza Kot (jap. キャッ党 忍伝 てやんでえ Kyattō Ninden Teyandee, ang. Samurai Pizza Cats) – japoński serial animowany wyprodukowany przez Tatsunoko Production i Sotsu Agency w 1990 roku w reżyserii Shinjiego Takagiego. Wersja angielskojęzyczna została wyprodukowana przez Saban International w 1991 roku.

## Fabuła
Bohaterami serialu anime są trzy antropomorficzne koty – Yattarō, Pururun i Sukashii (ang. Speedy, Polly i Guido), którzy bronią miasto Edoropolis (ang. Małe Tokio) przed oddziałami Wielkiego Sera. Wszystkie postacie w serialu są robotami.
Pizza Koty pracują w pizzerii. W niemal każdym odcinku pokazana jest scena transformacji, w której samuraje zmieniają strój z fartucha na zbroję. Fartuch i zbroja wyglądają niemal tak samo, ale nikt z wrogów nie może tego spostrzec. W czasie tej sceny odgrywana jest piosenka tytułowa z odpowiednim tekstem. Scena kończy się wystrzeleniem kotów z wieży zegarowej, będącej w rzeczywistości wielkim rewolwerem. Tym ostatnim zajmuje się Francine. Odcinek kończy się ślubowaniem Pizza Kotów, czyli przysięgą, w której koty obiecują strzec miasta przed Wielkim Serem.

## Postacie

### Samuraje z Pizza Kot
- Speedy Cerviche (jap. ヤッ太郎 Yattarō) – lider grupy "Samuraje Pizza Kot". Jego imię jest rozumiane poprzez zwinność i szybkość w palcach, cecha przydatna zarówno podczas dostarczania pizzy jak i podczas walki z przestępcami. Speedy włada magicznym mieczem Ginzu, którego moc jest uwalniana w prawie każdym odcinku jako specjalny atak – Kocie Oko Siekacza. Yattarö jest bardzo pewny siebie i uwielbia pozować do kamery. Jest sarkastyczny, często żartuje i łatwo go zdenerwować, jednak poważnie podchodzi do swoich obowiązków. W dwóch ostatnich odcinkach ratuje Ziemię przed uderzeniem komety wraz z Dobrym Ptakiem. Ma biały strój.
- Polly Eshter (jap. プルルン Pururun) – jedyna dziewczyna w drużynie. Ma ognisty temperament i dynamiczną, niezależną osobowość. Polly walczy ze złem mocą miłości; idąc do walki gra na flecie, jej bronią dystansową są pociski w kształcie serca, stosuje także urok, aby zwabić wrogów w zasięg swoich ostrych pazurów. W dwóch ostatnich odcinkach można było dostrzec uczucia wobec Yattarö. Ma różową zbroję.
- Guido Anchovy (jap. スカシー Sukashii) – wysoki, wygadany kobieciarz o ciemnym futrze. Często wdaje się w romanse, aczkolwiek bez powodzenia. Do walki z przestępcami używa "Samurai Sunspot Umbrella" (którego nazywa niekiedy "Parasolem Zagłady"), którym potrafi strzelać ognistymi pierścieniami, ognistym promieniem, albo zakręcić by zahipnotyzować wrogów. Jego ubiór jest niebieski.

### Zespół Ratowniczy
Zespół Ratowniczy (ang. The Rescue Team) pojawia się czasem, gdy Samuraje mają kłopot.
- Generał Katton, ang. General Catton (jap. リキノシン Rikinoshin) – przewodzi Zespołowi Ratowniczemu. Jest potężnie zbudowany. Na plecach nosi dwa działa, z których czasami strzela. Ma czerwoną zbroję.
- Mruczek, ang. Meowzma (jap. ゴットン Gotton) – potrafi kopać tunele w ziemi. Jest ubrany na pomarańczowo.
- Bat Kot, ang. Bat Cat (jap. ミエトル Mietoru) – ma specjalny plecak, dzięki któremu może latać. Jego strój jest fioletowo-biały.
- Spritz Kot, ang. Spritz T. Cat (jap. ゴットン Nekkī) – w przeciwieństwie do innych kotów, lubi pływać. Ma zielony ubiór.

### Pozostali
- Francine (jap. おタマ Otama) – właścicielka pizzerii, w której pracują główni bohaterowie.
- Lucille  (jap. おミツ Omitsu) – owca, obiekt westchnień Speedy’ego i Guida.
- Wielki Al Dente, ang. Big Al Dente (jap. 犬山ワンコー守 Inuyama Wankō-no-Kami) – pies, dowódca straży cesarskiej i szef Pizza Kotów.
- Imperator Fred, ang. Emperor Fred (jap. 徳川イエッイエッ Tokugawa Iei Iei) – oficjalny władca Małego Tokio, ale nie sprawuje władzy, ponieważ nie jest do tego zdolny umysłowo.
- Księżniczka Vi albo Księżniczka Violet, ang. Princess Vi albo Proncess Violet (jap. 徳川ウサコ Tokugawa Usako) – królik, córka cesarza. Rządzi w Małym Tokio. Jest samolubna i wybuchowa, często zsyła innych na Wyspę Skazańców, dla własnej przyjemności.
- Guru Lou (jap. 猫股霊界之介 Nekomata Reikainosuke) – kot w podeszłym wieku, mieszkający w górach. Koty czasami proszą go o radę.
- Mama Pies, ang. Mother/Momma Mutt (jap. 伊津茂乃母 Itsumono Oya) i Synek Pies, ang. Junior (jap. 伊津茂乃子 Itsumono Ko) – mieszkają niedaleko kociej pizzerii. Pojawiają się w każdym odcinku, gdy koty są wystrzeliwane z wieży zegarowej. Wypowiadają złośliwe komentarze.

- The New York Pizza Cats: Małe Tokio nie jest jedynym miastem, chronionym przez Pizza Koty. W odcinku „A Mission in Manhattan”, samuraje z Pizza Kot podróżują do Nowego Jorku i spotykają swoich odpowiedników. Ich japońskie imiona pochodzą od popularnych amerykańskich piosenkarzy:
  - The Sundance Kid (Michael), głos w języku japońskim: Ryo Horikawa
  - Deedee (Madonna), głos w języku japońskim: Hiromi Tsuru
  - Cosmo (Prince), głos w języku japońskim: Show Hayami

### Wrogowie
- Zły Ptak, ang. Bad Bird (jap. カラ丸 Karamaru) – Zagorzały rywal Kotów. Pomaga Wielkiemu Serowi przejąć miasto, lecz niestety kończy się to fiaskiem. Poznajemy go już w 1 odcinku. W pozostałych odcinkach również pojawia się sporadycznie lecz jest główną postacią przewodzącą całą Serię. W odcinku Bad Bird Uncaged udaje mu się pokonać Samurajów, w tym Lidera Grupy, lecz w drugiej części został on pokonany. W dwóch ostatnich odcinkach zmienia imię na Dobry Ptak (Good Bird) i pomaga Speedy’emu ratować Ziemię przed uderzeniem Komety.
- Wielki Ser, właśc. Seymour Ser, ang. Big Cheese/Seymour Cheese (jap. 狐塚コーン守 Kitsunezuka Ko'on-no-Kami) – główny czarny charakter, który pragnie pozbyć się kocich samurajów i przejąć miasto Edoropolis (Małe Tokio). W japońskiej wersji jest on lisem, ale w amerykańskiej wersji jest pokazany jako szczur, dla podkreślenia jego wrogości wobec kotów. Próbuje przejąć władzę nad Małym Tokio, jednak na skutek własnej niekompetencji i działań kotów nigdy się mu to nie udaje. Jego ulubioną techniką działania jest budowa ogromnych robotów, które terroryzują mieszkańców.
- Jerry Atric (jap. カラス幻ナリ斉 Karasu Gennarisai) – sługa Wielkiego Sera, ptak w starszym wieku. Często jego plany Ser przypisuje sobie. Jest przywódcą Ninja Wron.
- Ninja Wrony, ang. Ninja Crows (jap. カラス忍者 Karasu Ninja) – armia Wielkiego Sera.
- The Rude Noise (jap. Yami no Yon Nin Shu) – grupa heavy meatalowców składających się z czterech kruków, czasami zatrudnieni są przez Wielkiego Sera. W skład The Rude Noise wchodzą:
  - Bad Max a.k.a. Crow Magnon (jap. ザンカア Zankaa) – lider "The Rude Noise". Jego imię pochodzi od filmu science fiction Mad Max granego przez aktora Mela Gibsona oraz Człowieka z Cro-Magnon.
  - Cannonball Battery (jap. ボンカア Bonkaa) – jego imię pochodzi od sławnego jazzowego saksofonisty Juliana Cannonballa Adderlaya.
  - Mojo Rojo (jap. レッカア Rekkaa) – jego imię pochodzi od złoczyńcy Mojo Jojo z Atomówek.
  - Ronnie Geissmuller (jap. ウォッカア Wokkaa) – jego imię pochodzi od amerykańskiego aktora i sportowca rumuńskiego pochodzenia Johnny’ego Weissmullera.

## Obsada głosowa
| Postać                     | Wersja japońska     | Wersja amerykańska |
| -------------------------- | ------------------- | ------------------ |
| Speedy Cerviche            | Kappei Yamaguchi    | Rick Jones         |
| Polly Eshter               | Ai Orikasa          | Sonja Ball         |
| Guido Anchovy              | Jūrōta Kosugi       | Terrence Scammell  |
| Wielki Ser                 | Ikuya Sawaki        | Dean Hagopian      |
| Jerry Atric                | Naoki Tatsuta       | Mark Camacho       |
| Zły Ptak                   | Kōichi Yamadera     | Michael O’Reilly   |
| Francine                   | Satomi Kōrogi       | Pauline Little     |
| Lucille                    | Yūko Mizutani       | Susan Glover       |
| Narrator                   | Ken’yū Horiuchi     | Terrence Scammell  |
| Generał Katton             | Kiyoyuki Yanada     | Michael Rudder     |
| Bat Kot                    | Tsutomu Kashiwakura | Richard Dumont     |
| Mruczek                    | Wataru Takagi       | Mark Hellman       |
| Spritz Kot                 | Takehito Koyasu     | Arthur Holden      |
| Imperator Fred             | Ken’yū Horiuchi     | Mark Hellman       |
| Księżniczka „Vi” Violet    | Maria Kawamura      | Liz MacRae         |
| Wielki Al Dente            | Kōzō Shioya         | A.J. Henderson     |
| Guru Lou                   | Ken’ichi Ogata      | Walter Massey      |
| Bad Max                    | Yasunori Matsumoto  | Arthur Grosser     |
| Cannonball Battery         | Kōzō Shioya         | Richard Dumont     |
| Mojo Rojo                  | Ken’yū Horiuchi     | Gary Jewell        |
| Ronnie Geisssmuller        | Ken’yū Horiuchi     | Michael Rudder     |
| Mama Pies                  | Yūko Mizutani       | Jane Woods         |
| Synek Pies                 | Ai Orikasa          | Bronwen Mantel     |
| Ninja Wrony                | Ken’yū Horiuchi     | Arthur Holden      |
| Ninja Wrony                | Naoki Tatsuta       | Arthur Holden      |
| Ninja Wrony                | Kōzō Shioya         | Mark Hellman       |
| Ninja Wrony                | Tsutomu Kashiwakura | Mark Hellman       |
| Carla                      | Chieko Honda        | Eramelinda Boquer  |
| Michael / The Sundance Kid | Ryo Horikawa        | Pier Paquette      |
| Madonna / Deedee           | Hiromi Tsuru        | Jane Woods         |
| Prince / Cosmo             | Show Hayami         | Michael Rudder     |

## Wersja anglojęzyczna
Angielski dubbing został nagrany w 1991 przez Saban International. Tym samym japońskie imiona bohaterów zmieniono na angielskie. W tej wersji cały oryginalny dźwięk został zastąpiony, a niektóre sceny z wersji oryginalnej - usunięte. Nagrano nową muzykę oraz piosenkę tytułową, których autorami są Haim Saban i Shuki Levy.
Seria nie została wyemitowana w amerykańskiej telewizji do 1996 roku. Przez ten czas wiele żartów przestało być aktualnych. W końcu w Ameryce nie pokazano 6 odcinków tegoż serialu. Na wydaniu DVD znalazły się jednak wszystkie. Wykonawcą piosenki tytułowej w angielskiej wersji jest Michael Airington, autor scenariusza, który parodiuje głos Paula Lynde'a. W czasie nagrań był pijany i w jednym momencie pomylił się – wymówił dwukrotnie to samo słowo (“This cat goes down down with the love hangover”).
W napisach końcowych wersji angielskiej znalazło się kilka żartów:
- Wykonawca piosenki, choć był to Michael Airington, został wpisany jako Googie Gomez (ang. Singing sensation: Googie Gomez).
- Wymyślono stanowisko doradcy duchowego, którym został Hogan, Cudowny Kot (ang. Spiritual advisor: Hogan, the Wonder Cat).
- Zapisano informację, że podczas nagrywania kreskówki nie ucierpiało żadne zwierzę.

Angielska wersja jest znacznie bardziej popularna od japońskiej – wyświetlano ją m.in. w Meksyku, Polsce, Francji i Izraelu.

## Wersja polska
W Polsce serial był emitowany od 6 września 1997 r. w soboty na Polsacie 2 z angielskim dubbingiem i polskim lektorem, którym był Tomasz Knapik.

## Odcinki
W japońskiej wersji serial liczy 54 odcinki, zaś w amerykańskiej wersji 52 odcinki.

### Spis odcinków
| N/o (w nawiasie odcinki według kolejności amerykańskiej) | Tytuł polski              | *Tytuł japoński Tytuł angielski                                                                                             |
| -------------------------------------------------------- | ------------------------- | --- |
|                                                          |                           | |
| Seria pierwsza                                           |                           | |
|                                                          |                           | |
| 01                                                       |                           | "Himitsu ninjatai Nyankii shutshudou!" (秘密忍者隊ニャンキー出動!)* Stop Dragon My Cat Around                               |
|                                                          |                           | |
| 02                                                       |                           | "Machijuu osushi da! Panikku da!" (街中おスシだ!パニックだ!)* If You Knew Sushi Like I Knew Sushi                           |
|                                                          |                           | |
| 03                                                       |                           | "Hore hore ana hore motto hore!" (ホレホレ穴掘れもっと掘れ!)* Underground, Underwater, Undercooked                          |
|                                                          |                           | |
| 04                                                       |                           | "Nayami o kaiketsu? Kaado de tiin!" (悩みを解決?カードでチーン!)* The Great Golden Cluck                                    |
|                                                          |                           | |
| 05                                                       |                           | "Aidoru tanjou? Geinoukai no amai wana" (アイドル誕生?芸能界の甘いワナ)* Singing Samurai Sensation!                         |
|                                                          |                           | |
| 06                                                       |                           | "Tanken! Otenba hime no yuuenchi" (探検!オテンバ姫の遊園地)* Let the Cellar Beware                                          |
|                                                          |                           | |
| 07                                                       |                           | "Maji!? Karamaru ga hiirou ni naru hi?" (マジ!?カラ丸がヒーローになる日?)* The Nuclear Potato                               |
|                                                          |                           | |
| 08                                                       |                           | "Kowaai? Koon-no-kami no hi-mi-tsu" (こわーい?コーン守のヒ・ミ・ツ)* Kind of a Drag                                         |
|                                                          |                           | |
| 09                                                       |                           | "Hime wa uki-uki! Minna hara-hara!" (姫はウキウキ!みんなハラハラ!)* Double Trouble for Princess Vi                          |
|                                                          |                           | |
| 10                                                       |                           | "Teyandee! Kore ga Nyankii dee" (てやんでえ!これがニャンキーでえ)*                                                          |
|                                                          |                           | |
| 11 (10)                                                  |                           | "Ijimerarekko no papa wa tensai kagakusha!?" (いじめられっ子のパパは天才科学者!?)* Hot and Cold Kitties                     |
|                                                          |                           | |
| 12 (11)                                                  |                           | "Chin puree kou puree! Nyankii no jakuten!" (珍プレー好プレー!ニャンキーの弱点!)* Candid Kitties                            |
|                                                          |                           | |
| 13 (12)                                                  |                           | "Nyankii haiboku? Yami no yonninshuu arawaru!" (ニャンキー敗北?ヤミの四忍衆あらわる!)* The Pizza Cats Are Only Human Part 1 |
|                                                          |                           | |
| 14 (13)                                                  |                           | "Gyakuten! Nyankii sora wo tobu" (逆転!ニャンキー空を飛ぶ)* The Pizza Cats Are Only Human Part 2                            |
|                                                          |                           | |
| 15 (14)                                                  |                           | "Onegai! Koon-nokami wa ninki ga hoshii" (お願い!コーン守は人気がほしい)* Those Transformin' Felines                        |
|                                                          |                           | |
| 16 (15)                                                  |                           | "Ussou! Shougunsama wa nisemono?" (ウッソー!将軍さまはニセモノ!?)* The Case of the Bogus Billionaire                        |
|                                                          |                           | |
| 17 (16)                                                  |                           | "Doko da? Kieta daisensei" (ドコだ?消えた大先生)* Big Cheese's IQ Corrall                                                   |
|                                                          |                           | |
| 18 (17)                                                  |                           | "Miatte miatte yakyuu de shoubu" (見合って見合って野球で勝負)* Field of Screwballs                                          |
|                                                          |                           | |
| 19 (18)                                                  |                           | "W (daburu) deeto wa kiken ga ippai!" (Wデートは危険がイッパイ!)* Speedy's Double Time Trick                                |
|                                                          |                           | |
| 20 (19)                                                  |                           | "Eh!? Pururun no ojousama sengen" (エッ!?プルルンのお嬢様宣言)* Samurai Charm School                                        |
|                                                          |                           | |
| 21 (20)                                                  |                           | "Ponpoko tanuki de oosawagi!" (ポンポコタヌキで大騒ぎ!)* Drummin' Up Trouble with a Big Bad Beat                            |
|                                                          |                           | |
| 22 (21)                                                  |                           | "Karasu ga piza motte tokkyubin?" (カラスがピザ持って特急便?)* Pizza Bird Delivers                                          |
|                                                          |                           | |
| 23 (22)                                                  |                           | "Gekitotsu! Eiga no shuuyaku dareda?" (激突!映画の主役はだれだ?)* Big Cheese Shows His Filmy Substance                      |
|                                                          |                           | |
| 24 (23)                                                  |                           | "Rereh? Koon-nokami ni kodomo!?" (れれっ?コーン守に子供!?)* Son of Big Cheese                                               |
|                                                          |                           | |
| 25 (24)                                                  |                           | "Kawaii? Yattarou onna ni naru" (かわいい?ヤッ太郎女になる)* Gender Bender Butterflies!                                     |
|                                                          |                           | |
| 26 (25)                                                  |                           | "Daibouken! Zekkouchou wo sagase" (大冒険!ゼッコー鳥をさがせ)* Cold and Crabby in Little Tokyo                              |
|                                                          |                           | |
| 27 (26)                                                  | Groza na Wyspie Skazańców | "Yada! Oiratachi ga shimanagashi?" (ヤダ!オイラ達が島流し?)* The Terror of Prisoner Island                                  |
|                                                          |                           | |
| 28 (27)                                                  |                           | "Heh? Nyankii ga kaisan?!" (ヘッ?ニャンキーが解散?!)* Pizza Cat Performance Review                                          |
|                                                          |                           | |
| 29 (28)                                                  |                           | "Bareta?! Nyankii no shoutai" (バレた!?ニャンキーの正体)* Destructo Robots at Popular Prices                                |
|                                                          |                           | |
| 30 (29)                                                  |                           | "Aidoru densetsu? Sukashii no shutsudou" (アイドル伝説?スカシー出動)* No Talent Guido                                       |
|                                                          |                           | |
| 31 (30)                                                  |                           | "Tsuraize Karamaru! Ninja no koi" (つらいぜカラ丸!忍者の恋)* All You Need is Love                                           |
|                                                          |                           | |
| 32 (31)                                                  |                           | "Pururun no fue wa otogibanashi?!" (プルルンの笛はおとぎ話?!)* Polly's Magical Flute                                        |
|                                                          |                           | |
| 33 (32)                                                  |                           | "Fushigi?! Hoshi kara kita otomodachi!" (ふしぎ?!星から来たお友だち!)* Close Encounters of the Pig Kind                     |
|                                                          |                           | |
| 34 (33)                                                  |                           | "Hissatsu sakusen! Tsuyoi zo Karakara ichizoku" (必勝作戦!強いぞカラカラ一族)* Big Cheese's High Definition TV              |
|                                                          |                           | |
| 35 (34)                                                  |                           | "Sagase! Mizu-umi ni kieta Nekkii" (さがせ!湖に消えたネッキー)* Pizza Delivery of Doom                                      |
|                                                          |                           | |
| 36 (35)                                                  |                           | "Moyase seishun! Mata deta daisensei" (もやせ青春!また出た大先生)* Youth Is for Exploding                                   |
|                                                          |                           | |
| 37 (36)                                                  |                           | "Masaka?! Yattarou yuuhi ni shisu" (まさか?!ヤッ太郎夕日に死す)* Bad Bird Uncaged Part 1                                    |
|                                                          |                           | |
| 38 (37)                                                  |                           | "Taose Karamaru! Namida, namida no daifukkatsu" (たおせカラ丸!涙, 涙の大復活)* Bad Bird Uncaged Part 2                      |
|                                                          |                           | |
| 39 (38)                                                  |                           | "Haroo! Yattarou kaigai he tobu" (ハロー!ヤッ太郎海外へ飛ぶ)* A Mission in Manhattan                                        |
|                                                          |                           | |
| 40 (39)                                                  |                           | "UFO? Nyankii tai uchuujin" (UFO!?ニャンキー対宇宙人)* Unidentified Flying Oddballs                                         |
|                                                          |                           | |
| 41 (40)                                                  |                           | "Tonderu! Kaette kita hahaue" (とんでる!帰ってきた母上)* Princess Vi's Hippy-Dippy Mom                                      |
|                                                          |                           | |
| 42 (41)                                                  |                           | "Tairansen de ii yu dana!?" (大乱戦でいい湯だな!?)* A Wet and Wild Weekend!                                                 |
|                                                          |                           | |
| 43 (42)                                                  |                           | "Zen-in shutsugou! Tenka no daishiai" (全員集合!天下一の大試合)* Kung Fu Kitty Kontest                                      |
|                                                          |                           | |
| 44 (43)                                                  |                           | "Pinchi! Nusumareta Masamasa" (ピンチ!盗まれたマサマサ)* Gone with the Ginzu                                                |
|                                                          |                           | |
| 45 (44)                                                  |                           | "Gakuh! Mijime na Koon-nokami" (ガクッ!みじめなコーン守)* A Little Bit 'O Luck                                              |
|                                                          |                           | |
| 46 (45)                                                  |                           | "Toki wo kakeru Nyankii" (時をかけるニャンキー!)* Samurai Savings Time                                                      |
|                                                          |                           | |
| 47 (46)                                                  |                           | "Deta! Nise Nyankii" (出た!にせニャンキー)* Phoney Baloney Cat                                                              |
|                                                          |                           | |
| 48 (47)                                                  |                           | "Nyankii santa sora wo yuku" (ニャンキーサンタ空を行く)* The Cheese Who Stole Christmas                                     |
|                                                          |                           | |
| 49 (48)                                                  |                           | "Yattarou otsukare shimanagashi" (ヤッ太郎おつかれ島流し)* Emperor Fred Does Hard Time                                      |
|                                                          |                           | |
| 50 (49)                                                  |                           | "Gennarisai no wahaha daisakusen!" (幻ナリ斎のワハハ大作戦!)* Quake, Rattle and Roll                                        |
|                                                          |                           | |
| 51                                                       |                           | "Kiih! Koon-nokami no daikenkyuu" (きーっ!コーン守の大研究)*                                                                |
|                                                          |                           | |
| 52 (50)                                                  |                           | "Koon-nokami shijou saidai no sakusen!" (コーン守史上最大の作戦!)* The Big Comet Caper Part 1                               |
|                                                          |                           | |
| 53 (51)                                                  |                           | "Ashita mo zettai nihonbare!" (明日もぜったい日本晴れ!)* The Big Comet Caper Part 2                                         |
|                                                          |                           | |
| 54 (52)                                                  |                           | "Nyankii wa fumetsu desu!" (ニャンキーは不滅です!)* The Pizza Cats Cop Cartoon Careers!                                     |
|                                                          |                           | |